# Kolorpoint

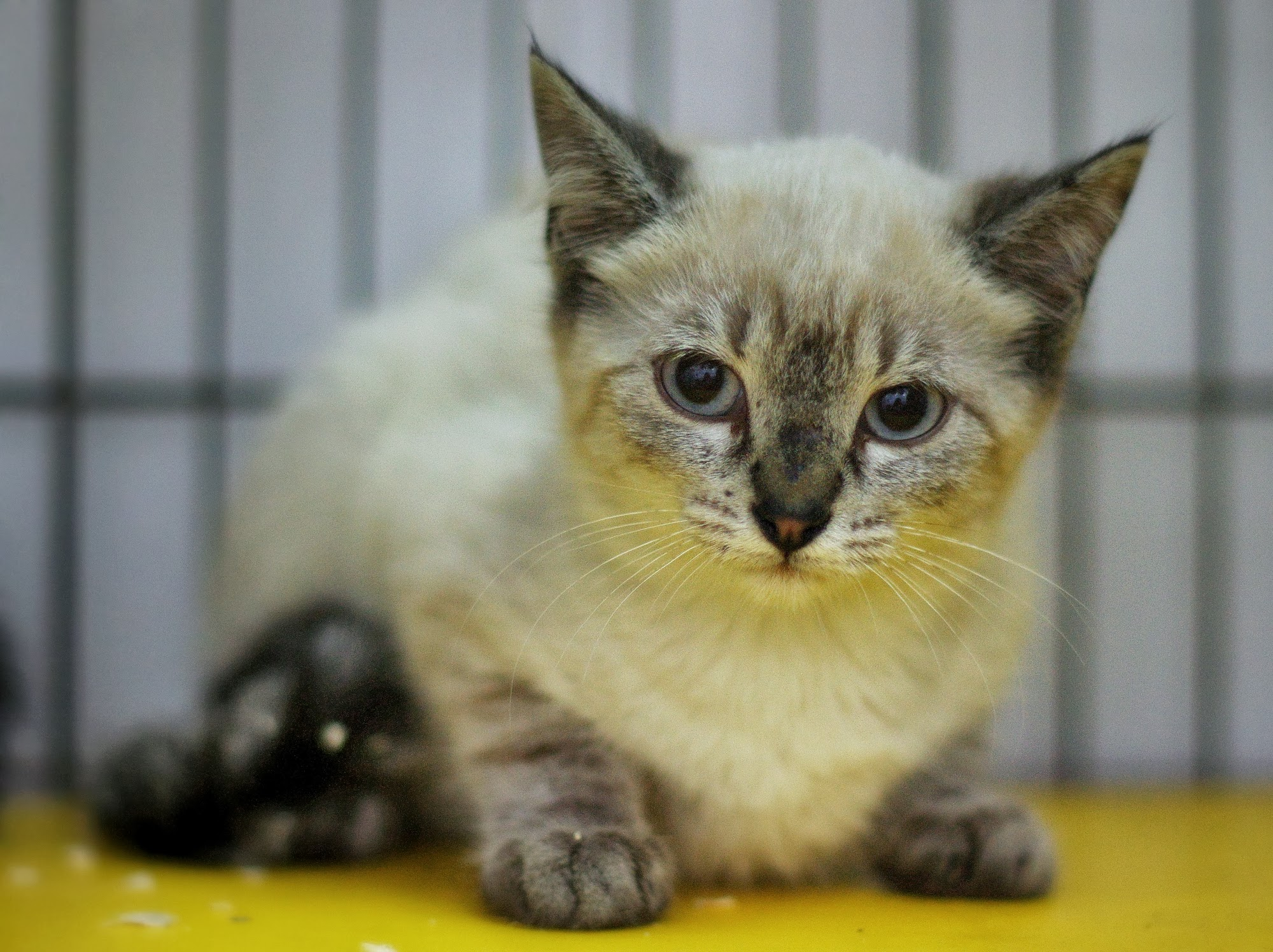
Kilkutygodniowy kociak o ubarwieniu kolorpoint.

Kolorpoint – pojęcie oznaczające umaszczenie kota, przeważnie o zabarwieniu syjamskim. 
Po narodzeniu koty syjamskie są zupełnie białe, w miarę jak dorastają ich sierść robi się ciemniejsza (szczególnie w okolicach uszu, twarz, łapy, ogon, u samca również jądra; są to miejsca, gdzie ich temperatura ciała jest najniższa); po latach ich futro nadal ciemnieje.